# 조름도
조름도 또는 조름섬은 인천광역시 중구 덕교동(행정동은 용유동)에 있는 무인도이다.

## 개요
영종용유도에서 서쪽으로 400m 떨어져 있고, 하루 2번 썰물 때에 영종용유도와 연결되어 걸어서 들어갈 수 있다. 섬의 이름은 사람이 졸고 있는 모습과 닮았다고 해서 붙여졌다.